# Bdelyrus parvus
Bdelyrus parvus là một loài bọ cánh cứng trong họ Bọ hung (Scarabaeidae).